# ゴールデンタイガー

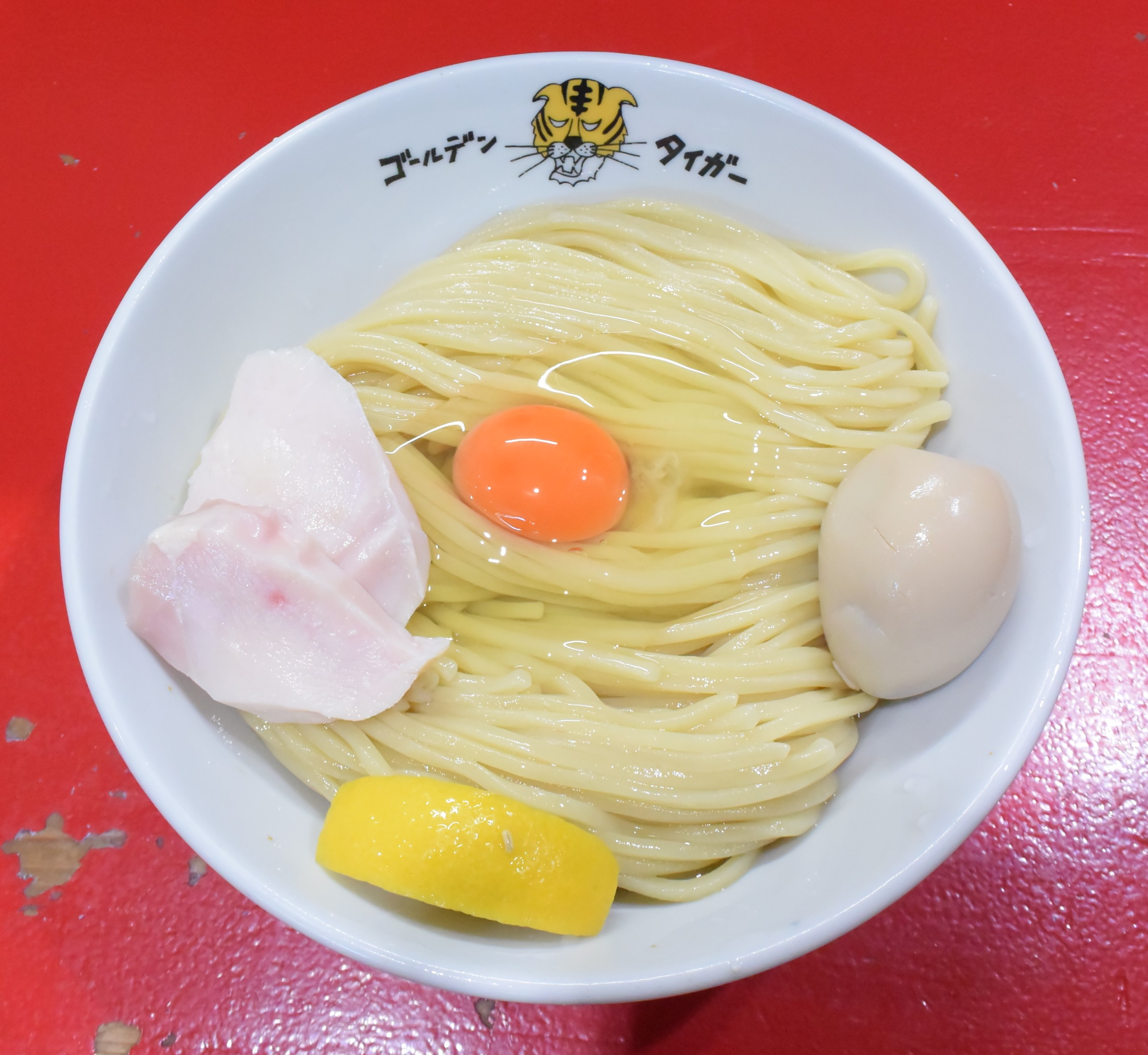
ゴールデンタイガー・特製TKM

ゴールデンタイガーは、埼玉県熊谷市に所在する「卵かけご飯」をモチーフにした「TKM（タマゴカケメン）」とつけ麺を提供しているラーメン店。2018年3月4日創業、運営会社は株式会社BOZ、代表者は金澤洋介:12。

## 沿革
金澤は埼玉県児玉郡美里町出身:2。ラーメンとの関わりは、高校時代の本庄大勝軒（埼玉県本庄市緑）でのアルバイトが原点:12:2。卒業後は、一般企業に就職するが、本庄大勝軒が2店舗目となる本庄常勝軒（埼玉県本庄市若泉）を出店することを耳にしたことなどから一念発起し、23歳の時に本庄大勝軒に入社:2。景勝軒（群馬県伊勢崎市）でもキャリアを積み、33歳で独立:3。埼玉県熊谷市に店舗を構える。

## 特徴
「TKM（タマゴカケメン）」は金澤が考案したオリジナル商品。卵かけご飯と同じく、スープが無く、麺と（純国産:49の鶏が生んだ黄身がオレンジ色の）卵と米ぬかを搾って作る米油を使用:80:79したタレのみという具材を排除:80:79したシンプルな構成。氷水で冷やした自家製:79のコシの強い極太麺:12の中央に生卵、横にレモン（もしくは鰹節が選択可）が添えられる。景勝軒時代の知識をもとに数種類の小麦を配合された麺は、「啜った時の風味と心地良さ」:12:79を重視したものである。整えられた麺（「麺線」と評される）の下には甘め:49の醤油ダレが潜んでいる。これを卵とタレが全体に行き渡るまで混ぜて食する。なお、本商品にインスパイアされ、限定メニューとしてTKMを提供するようになった店舗も、現在、多々見られる:4。

## 催事・イベント、メディアなど
- 2019年3月 - 中華蕎麦とみ田[20]富田治プレゼンツ「最強ラーメン祭2019in小山」[21][4]:4
- 2019年10月 - 日清ラ王presents「大つけ麺博美味しいラーメン集まりすぎ祭り～世界最大!全国100の名店が新宿歌舞伎町に集結～」[22]
- 2020年4月 - 「ぶらり途中下車の旅」[23]
- 2020年4月 - オンラインイベント中華蕎麦とみ田富田治プレゼンツ「真ラーメン祭り絆[24]in宅麺」[25][26]
- 2021年4月 - 八木橋百貨店の新潟物産展[27]
- 2021年11月 - SHIBUYA BASE（gold.coNOODLE名義）[28]
- 2022年4月 - 「行列ゲット1000人旅」[29][30]
- 2022年6月 - おふろcafeハレニワの湯[31]